# Vasilij Sleptsov
Vasilij Aleksejevitj Sleptsov (ryska: Василий Алексеевич Слепцов), född 31 juli (gamla stilen: 19 juli) 1836 i Voronezj, död 4 april (gamla stilen: 23 mars) 1878 i Serdobsk, var en rysk författare. 
Sleptsov strövade till fots genom guvernementet Vladimir för att studera folklivet och samlade sina erfarenheter i tio berättelser, som tillhör det bästa av narodnikernas bynoveller. Högst når hans realistiska skildringskonst i berättelsen Trudnoje vremja (Svår tid), som på gripande sätt tecknar det ryska bondeståndets elände under den sociala övergångsperioden i början av 1860-talet och med skoningslös ironi gisslar den fort avsvalnande reformrörelsen.
Vid sin död 1878 efterlämnade han den ofullbordade romanen Хороший человек (En god människa), som lär innehålla upphovet till det ryska talesättet "att dansa från ugnen" (танцевать от печки), med betydelsen att börja om från början. Huvudpersonen erinrar sig hur han i sin ungdom lärde sig en dans genom att ta vissa steg i rätt ordning, med början vid rummets kakelugn. Men när han trampar fel, måste han börja om hela dansen från början, vid ugnen.